# Сен-Луи (департамент)
Сен-Луи (фр. Saint-Louis) — один из 45 департаментов Сенегала и один из трёх департаментов в одноимённой области. Административным центром департамента является город Сен-Луи.

## Административное деление
Департамент включает в себя один округ (arrondissements), две коммуны (communes) и три сельских общины (communauté rurale):
Округа
- Рао

Коммуны
- Мпаль
- Сен-Луи

Сельские общины
- Гандон
- Ндьебен-Гандьоль
- Фасс-Нгом

## Население
По данным Национального агентства статистики и демографии Сенегала (Agence nationale de la statistique et de la démographie) численность населения департамента в 2013 году составляла 296 496 человек, из которых мужчины составляли 49,77 %, женщины — соответственно 50,23 %.